# Hard Nose the Highway
| Recensione                        | Giudizio        |
| --------------------------------- | --------------- |
| AllMusic                          | [ 2 ]           |
| Robert Christgau                  | B-              |
| The New Rolling Stone Album Guide | [ 4 ]           |
| Sputnikmusic                      | 4.0 (Excellent) |
| Piero Scaruffi                    | [ 6 ]           |
| Ondarock                          | [ 7 ]           |
| Dizionario del Pop-Rock           | [ 8 ]           |
| 24.000 dischi                     | [ 9 ]           |

Hard Nose the Highway è il settimo album discografico in studio del cantautore britannico Van Morrison, pubblicato con la casa discografica Warner Bros. Records nel luglio del 1973.

## Tracce
Lato A
Testi e musiche di Van Morrison.
1. Snow in San Anselmo – 4:34
2. Warm Love – 3:22
3. Hard Nose the Highway – 5:14
4. Wild Children – 4:20
5. The Great Deception – 4:51

Lato B
Testi e musiche di Van Morrison, eccetto dove indicato.
1. Bein' Green – 4:20 (Joe Raposo)
2. Autumn Song – 10:37
3. Purple Heather – 5:42 (Tradizionale; arrangiamento di Van Morrison)

- Brano B1, sul vinile (e retrocopertina LP) originale riportato come Green.

## Musicisti
- Van Morrison - voce, chitarra
- John Platania - chitarra
- Jef Labes - pianoforte
- Jack Schroer - strumenti a fiato (sassofoni)
- Jules Broussard - strumenti a fiato (sassofono, flauto)
- Joseph Ellis - strumenti a fiato (tromba)
- William Atwood - strumenti a fiato (tromba)
- Nathan Rubin - strumento ad arco (violino)
- Zaven Melikian - strumento ad arco (violino)
- Michael Gerling - strumento ad arco (violino)
- John Tenny - strumento ad arco (violino)
- Nancy Ellis - strumento ad arco (viola)
- Theresa Adams - strumento ad arco (violoncello)
- David Hayes - basso
- Marty David - basso
- Gary Mallaber - batteria, vibrafono
- Rick Schlosser - batteria
- Jackie DeShannon - accompagnamento vocale, coro
- Oakland Symphony Chamber Chorus - accompagnamento vocale, coro (brano: Snow in San Anselmo)
- Ed Fletcher (alias Iversen) - spirit, morale and laughter

Note aggiuntive
- Van Morrison - produttore (per la Caledonia Productions, Inc.)
- Jef Labes e Jack Schroer - assistenti alla produzione
- Lillian Magowan - coordinatrice della produzione
- Registrazioni effettuate esclusivamente al Caledonia Studios di Fairfax, California (Stati Uniti)
- Neil Schwartz e Jim Stern - ingegneri delle registrazioni
- Neil Schwartz - ingegnere delle registrazioni (brani: Warm Love, Hard Nose the Highway e Autumn Song)
- Neil Schwartz - mixaggi
- Jack Schroer, Jef Labes e Van Morrison - arrangiamenti
- Rob Springett - copertina album[12]

## Classifiche
| Anno | Classifica                          | Posizione raggiunta |
| ---- | ----------------------------------- | ------------------- |
| 1974 | Stati Uniti (Billboard 200)         | 27                  |
| 1974 | Regno Unito (Official Albums Chart) | 22                  |